# أندريا جيوردانو
أندريا جيوردانو (بالإيطالية: Andrea Giordano)‏ (22 ديسمبر 1968 إيطاليا - ) هو لاعب كرة قدم إيطالي.

## مسيرته

### مسيرته مع الأندية
- 1989 - 1990 لعب مع Portogruaro Calcio ASD [الإنجليزية]‏ 30 مباراة سجل خلالها 10 أهداف.
- 1991 - 1992 لعب مع Pievigina Calcio  [لغات أخرى]‏ 32 مباراة سجل خلالها 14 هدف.
- 1992 - 1993 لعب مع ASD Giorgione Calcio 2000 [الإنجليزية]‏ 34 مباراة سجل خلالها 15 هدف.
- 1993 - 1994 لعب مع نادي بادوفا 12 مباراة.
- 1994 - 1996 لعب مع كييفو فيرونا 58 مباراة سجل خلالها 10 أهداف.
- 1996 - 1997 لعب مع نادي فيورينزولا 1922 11 مباراة.
- 1997 - 1998 لعب مع نادي نوفارا 48 مباراة سجل خلالها 10 أهداف.
- 1998 - 2000 لعب مع Bassano Virtus 55 ST [الإنجليزية]‏ 66 مباراة سجل خلالها 38 هدف.
- 2000 - 2001 لعب مع UC Montecchio Maggiore [الإنجليزية]‏ 32 مباراة سجل خلالها 13 هدف.
- 2001 - 2003 لعب مع Pievigina Calcio  [لغات أخرى]‏ 62 مباراة سجل خلالها 14 هدف.
- 2003 - 2004 لعب مع Conegliano Calcio  [لغات أخرى]‏ 13 مباراة سجل خلالها 3 أهداف.
- 2004 - 2004 لعب مع SSD Castel San Pietro Terme Calcio [الإنجليزية]‏ 9 مباريات.
- 2010 - 2010 لعب مع Conegliano Calcio  [لغات أخرى]‏ 7 مباريات سجل خلالها 3 أهداف.
- 2013 - 2014 لعب مع ايه إس برو غوريزيا [الإنجليزية]‏ 5 مباريات سجل خلالها هدفين.